# La secta de los misteriosos
La secta de los misteriosos és un serial mut dirigit per Albert Marro i produït per la productora Hispano Films l'estiu de l’any 1916. L’única còpia que s'ha recuperat és una que va ser remuntada i reduïda en un sol llargmetratge per al mercat alemany. Aquesta reducció va ser titulada Die sekte der Geheimnisvollen. La secta de los misteriosos forma part de la llista dels bàsics de cinema català.

## Argument
La trama d’aquest serial gira entorn un grup de malefactors i una llegenda. Diu la llegenda que una sultana va atorgar un tresor per amor a un jove cavaller cristià. Tanmateix, els únics coneixedors de la ubicació del botí són un grup de delinqüents encapçalats per “el Zorro”, “la Garza” i “el Africano”. Per aconseguir aquest tresor la banda cometrà un seguit de crims. Tanmateix, es trobaran l’impediment del detectiu Hernández.

## Comentaris

### Hispano Films
La secta de los misteriosos pertany a l’última etapa de produccions de la Hispano Films. En aquest període a la resta d'Europa triomfava el film d’aventures dividit en episodis. La productora catalana va voler traslladar-ho a Espanya i així ho va fer amb Barcelona y sus misterios i, més tard, amb La secta de los misteriosos, entre d'altres.

### Rodatge i postproducció
Es van rodar interiors en els estudis de la Hispano Films, al carrer Craywinckel de Barcelona, i exteriors a diverses localitzacions de Barcelona, com el parc Güell i el barri de Gràcia. La postproducció es va fer als laboratoris de la Hispano Films. Al mateix temps que es postproduïa La secta de los misteriosos també es feien treballs de laboratori d’Elva, un altre serial de la mateixa productora. El metratge final del film va ocupar 2100 metres de pel·lícula i es va dividir en tres episodis Los misteriosos, La leyenda mora i Los tesoros de la sultana.

### Repartiment
Part del repartiment estava format per integrants del serial Barcelona y sus misterios. Destaquen noms com els d'Emilia de la Mata, Joan Argelagués, Josep Durany i la nena Alexia Ventura.

### Estrena
La secta de los misteriosos es va estrenar els dies 7, 8 i 9 d’abril a diversos cinemes de Barcelona (Kursaal, Iris-Park, Royal, Diana, Excelsior i Argentina).

### Die sekte der Geheimnisvollen
El negatiu d’aquesta sèrie de Marro va desaparèixer, juntament amb gran part de la producció de la Hispano Films, a l'estiu de 1918 a causa d’un incendi als seus laboratoris. Com no se'n conservaven còpies, la pel·lícula es va donar per perduda. Posteriorment es va descobrir que La secta de los misteriosos s'havia distribuït a Alemanya gràcies a la compra del serial per part de l'empresa exhibidora alemanya Bioscop, que poesia diferents sales d’exhibició. L’any 1920 Decla va absorbir Bioscop i a causa de la ingerència del llargmetratge al panorama mundial del cinema van decidir reconvertir el serial de Marro en un únic film. Aquesta és la còpia que ha arribat als nostres dies i porta per títol Die sekte der Geheimnisvollen.